# Римар Лариса Іванівна
Лариса Іванівна Римар (нар. 29 травня 1971, с. Великі Дедеркали, Україна) — український диригент, педагог, менеджер-економіст, правозахисниця, громадська діячка.

## Життєпис
Лариса Римар народилася 29 травня 1971 року в селі Великі Дедеркали Тернопільського району Тернопільської області України.
Закінчила Тернопільське музичне училище імені Соломії Крушельницької (1990), Рівненський державний інститут культури (1995), Тернопільський державний економічний університет (2002).
Працювала:
- викладачкою, директором Великодедеркальської музичної школи Шумського району (1995—1997);
- керівником відділу зовнішньоекономічної діяльності ВАТ «Тернопіль — готель» (2002—2003);
- директором Західноукраїнської регіональної філії державного підприємства «Національна туристична організація» (2003—2007);
- директором комунального підприємства Тернопільської обласної ради «Тернопільський обласний інформаційно — туристичний краєзнавчий центр» (2009—2013);
- директором ТОВ «Торгово — інформаційний дім «7 Днів — Україна» (2014—2015);
- помічником народного депутата на громадських засадах.

З 2003 року — Голова Тернопільської обласної громадської організації «Спілка власників землі» (з 2017 року ГО "Центр регіонального розвитку та права").
З грудня 2010 року — Голова Тернопільської обласної Асоціації Жінок (з 2017 року ГО "Асоціація жінок України").
З серпня 2014 — приватний підприємець.
З лютого 2015 року — Голова Громадської ради при Тернопільській обласній державній адміністрації.
З 2015 року до 2020 року - депутатка Тернопільської обласної ради VII скликання.
З 2018 року - Голова правління Благодійного фонду «Соломія».
Організатор і директор Відкритого конкурсу вокалістів та хорових колективів ім. Соломії Крушельницької та Відкритого конкурсу піаністів «На батьківщині Василя Барвінського».